# Rinus Terlouw

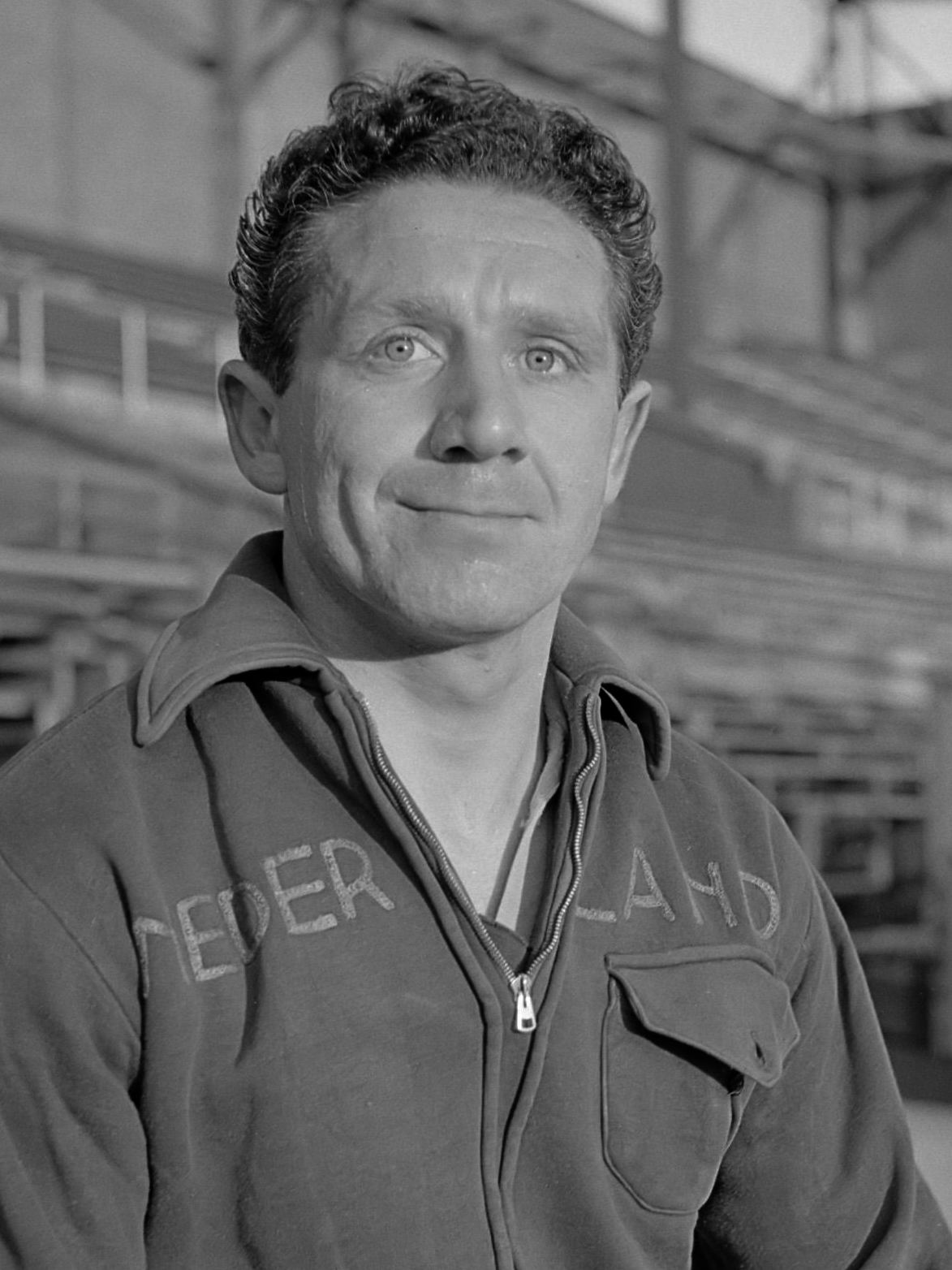
Rinus Terlouw (1951)

Rinus Terlouw (* 16. Juni 1922 in Capelle aan den IJssel; † 16. Dezember 1992 ebenda), genannt der Eiserne Rinus, war ein niederländischer Fußballspieler.
Terlouw begann seine Karriere bei dem Verein DCV in Krimpen aan den IJssel und wechselte 1949 zu Sparta Rotterdam, für den der Verteidiger 248 Spiele bestritt. Darüber hinaus wurde er auch in 34 Spielen für die niederländische Nationalmannschaft von 1948 bis 1954 eingesetzt. Mit der niederländischen Auswahl nahm er außerdem an den Olympischen Spielen 1948 und 1952 teil. 1958 beendete er seine Karriere und kehrte als Trainer zu DCV zurück. 
1965 beendete er sämtliche fußballerische Aktivitäten, um sich ganz und gar der Alt-reformierten Gemeinde in den Niederlanden anzuschließen. Das führte dazu, dass er fast alle Kontakte zur weltlichen Außenwelt abbrach.